# خانه آقا حسین خان امین
خانه آقا حسین خان امین مربوط به دوره قاجار است و در شهرستان آران و بیدگل، بخش مرکزی، دهستان سفید دشت، بلوار اصلی روستای علی‌آباد، کوچه مسجد جامع واقع شده و این اثر در تاریخ ۲۲ آبان ۱۳۸۶ با شمارهٔ ثبت ۲۰۰۰۱ به‌عنوان یکی از آثار ملی ایران به ثبت رسیده است.